# 德里门 (红堡)

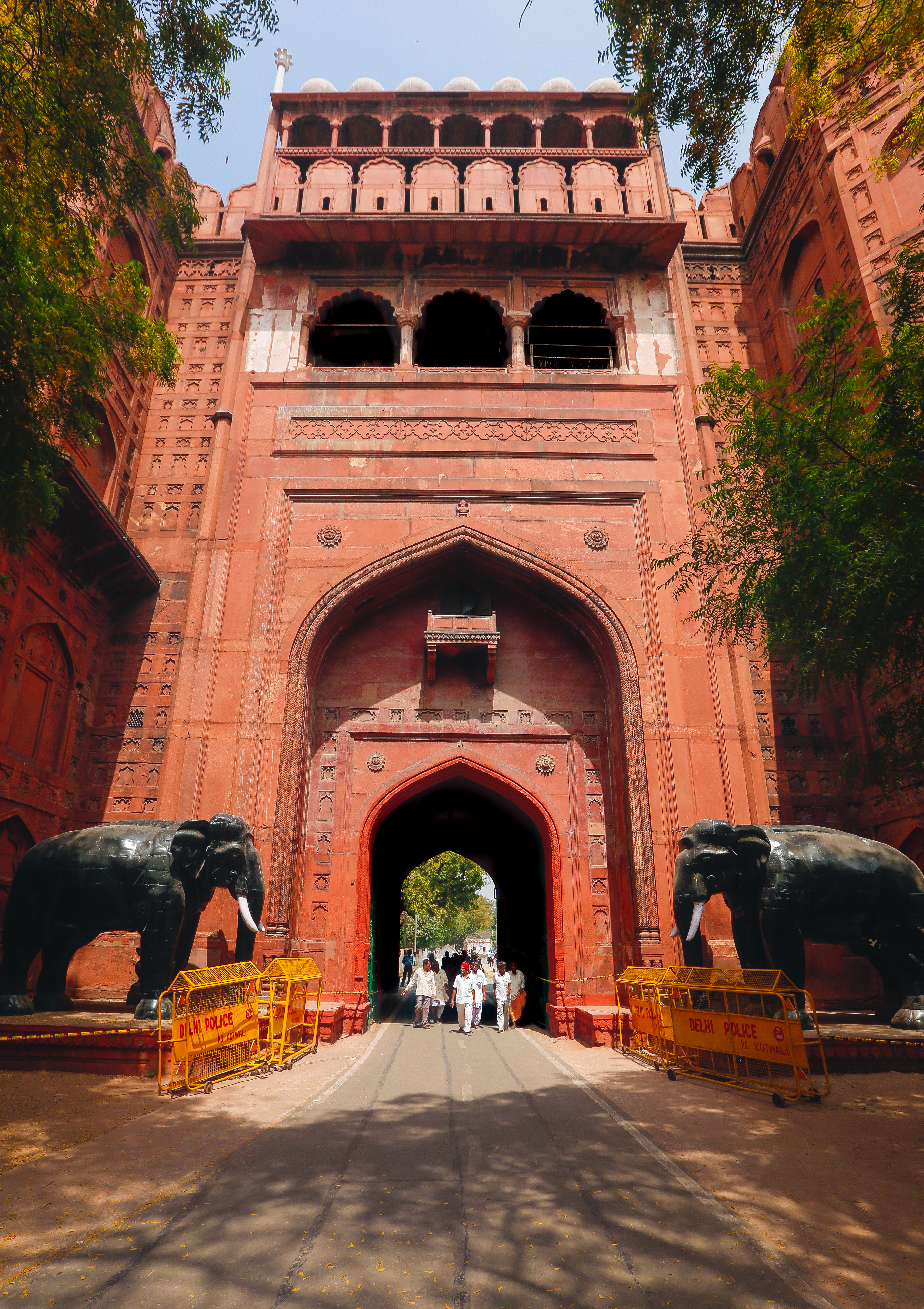
德里门

德里门（Delhi Gate， Dili darwaza）是德里红堡南墙上的一个入口，得名于堡垒所在的德里城。它与红堡的正门拉合尔门（Lahori Gate），两者的外观和布局都非常相似。
德里门建于沙贾汉时期。奥朗则布修建了一个10.5米高的瓮城，面朝西侧。
德里门使用红色砂岩装饰，而亭子的屋顶使用白色的石头。
1857年9月之后，最后一位皇帝被囚禁于附近。在内门和外门之间，路两侧立着两只没有骑手的大石象，彼此相对。